# The Yin and the Yang
The Yin and the Yang è il secondo album in studio da solista del rapper statunitense Cappadonna (Wu-Tang Clan), pubblicato nel 2001.

## Tracce
1. Why It Gotta Be Like This?
2. The Grits (feat. Agallah)
3. Super Model (feat. Ghostface Killah)
4. War Rats
5. Bread of Life (feat. Killah Priest & Neonek)
6. Love Is the Message (feat. Raekwon)
7. We Know (feat. Jermaine Dupri & Da Brat)
8. Shake Dat (feat. Jamie Sommers)
9. Real Niggaz
10. Big Business (feat. Shyheim & Crunch)
11. Revenge (feat. Timbo King & Freemurda)
12. One Way 2 Zion (feat. Culture)
13. Save the Children (Bonus Track)